# I patriarchi
Pour plus de détails, voir Fiche technique et Distribution.
I patriarchi est un film italien sur le premier livre de la Bible, sorti en 1964, réalisé par Marcello Baldi.
Le réalisateur a poursuivi le récit biblique en trois autres films : Jacob, l'homme qui combattit Dieu (1963), Les Grands Chefs (1965) et Saül et David (1965).

## Synopsis
Le film présente les récits sur les patriarches de la Bible, en deux parties. La première divisée en trois épisodes : la création, Caïn et Abel, le Déluge. La seconde en trois épisodes également : Abraham, la destruction de Sodome et Gomorrhe, le sacrifice d'Isaac.

## Fiche technique
- Titre : I patriarchi

- Réalisation : Marcello Baldi
- Scénario : Ottavio Jemma, Giuseppe Mangione à partir du livre de la Genèse
- Genre : Film dramatique, film biblique
- Musique : Teo Usuelli, Gino Marinuzzi Jr. (it), sous la direction de Franco Ferrara
- Production : Emilio Cordero pour San Paolo Film
- Photographie : Marcello Masciocchi
- Montage : Giuliana Attenni, Lina Caterini
- Durée : 96 min
- Décors : Piero Poletto
- Costumes : Vittorio Bettini
- Pays de production :  Italie
- Langue originale : italien
- Année de sortie : 1964

## Distribution
- Giuseppe Addobbati (crédité sous le pseudo de John Douglas) : Adam
- Anna Orso : Ève
- Vinicio Sofia : Tubal-Caïn
- Fosco Giachetti : Abraham
- Luisa Della Noce : Sara
- Moa Tahi : Agar
- Nando Angelini : Loth
- Massimo Giuliani : Isaac enfant
- Roberto Paoletti : Noé